# 지구의 궤도

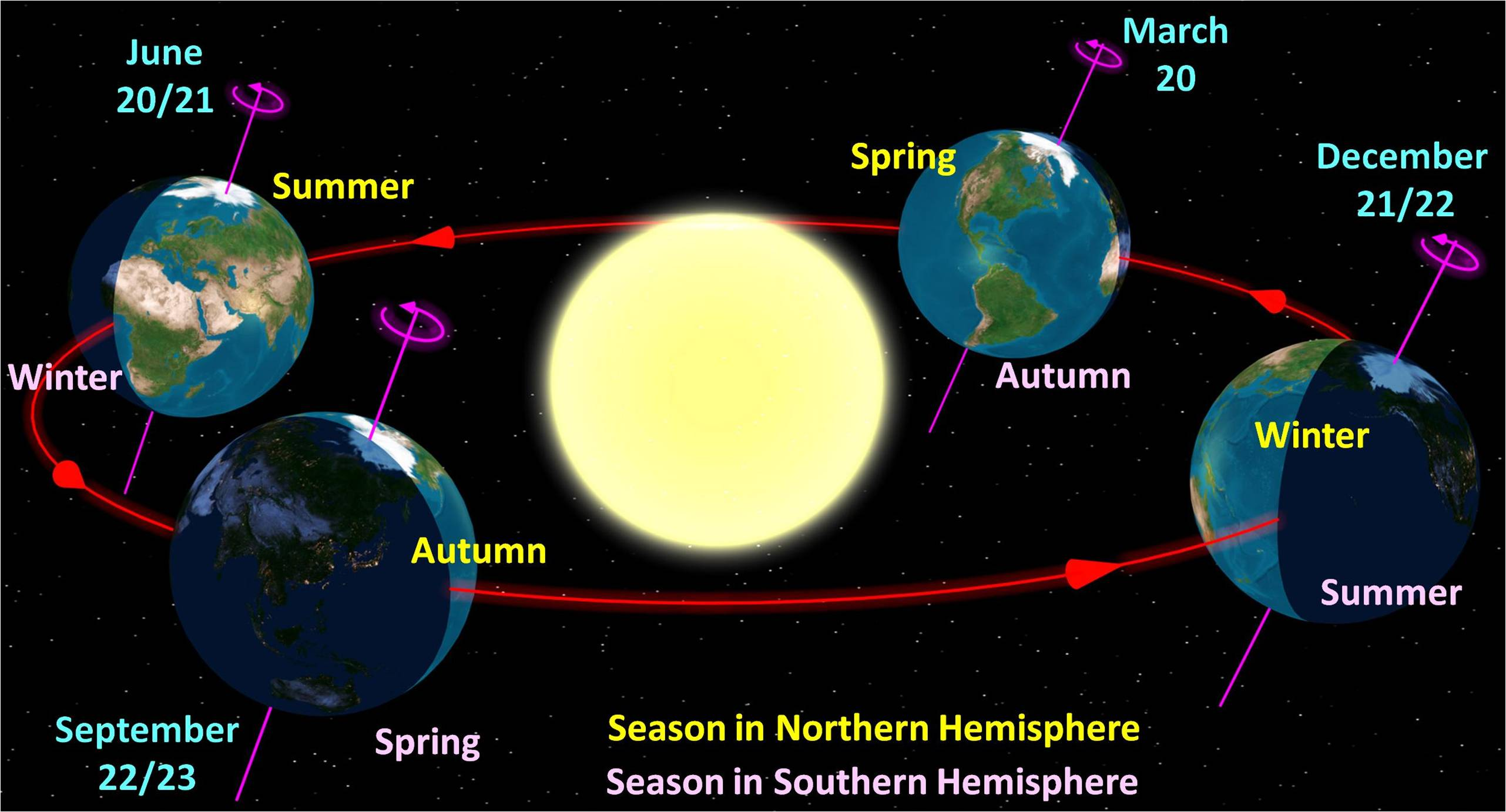
계절의 지구의 궤도 상 위치.

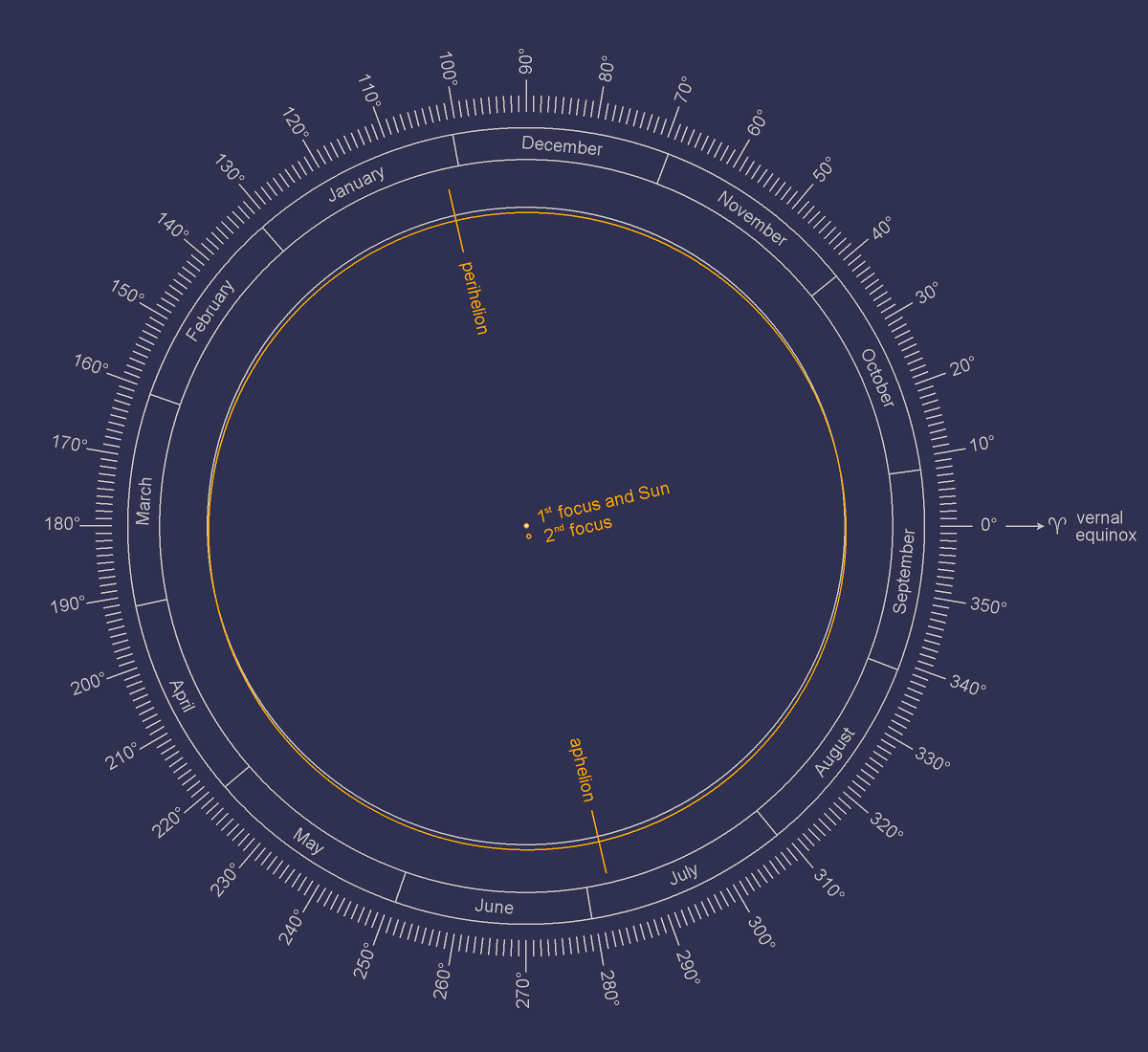
원(회색)과 지구의 궤도(노란색)의 비교.

지구는 북반구 기준 시계 반대 방향으로 태양을 평균적으로 1억 4960만 킬로미터 거리에서 공전한다. 궤도 한 바퀴를 도는 데는 365.256일(1 항성년)이 걸리며, 이 기간 동안 지구는 9억 4000만 킬로미터를 움직인다. 다른 태양계 천체를 무시하면, 지구의 궤도는 지구와 태양의 질량중심을 한 초점으로 한, 이심률 0.0167의 타원 형태이다. 이심률이 거의 0에 가깝기 때문에, 지구의 궤도의 중심은 지구의 궤도의 크기에 비해 태양의 중심에 가까운 편이다.
지구에서 볼 때, 지구의 순행 운동으로 인해 태양이 항성에 대해 움직이는 것처럼 보이며, 비율은 동쪽으로 1 태양일당 약 1°(또는 12시간당 1 태양 지름)이다. 지구의 공전 속도는 평균적으로 29.78 km/s(107,208 km/h)로, 지구의 지름을 7분, 달까지의 거리를 4시간 만에 주파할 수 있는 속도이다.
태양이나 지구의 북극에서 바라볼 때, 지구는 태양을 시계 반대 방향으로 도는 것으로 보인다. 태양과 지구의 자전 방향도 마찬가지로 시계 반대 방향이다.

## 연구 역사

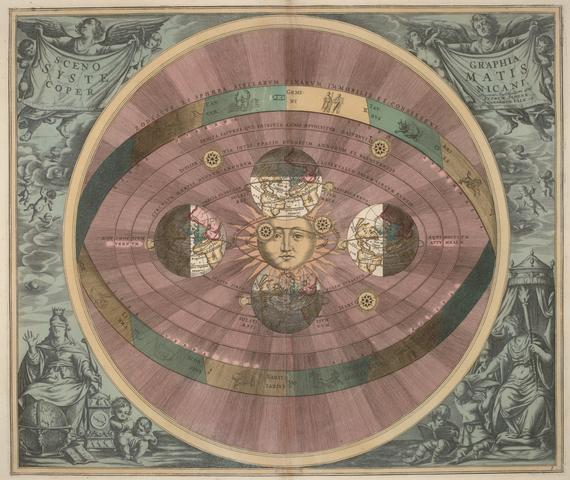
태양중심설에 근거한 태양계.

지구중심설(위)과 태양중심설(아래)의 비교.

태양중심설(지동설)은 태양계의 중심에 태양을 두고 주변에 행성을 배치한 최초의 과학 모형이다. 역사적으로 태양중심설은 지구를 중심에 둔 지구중심설(천동설)과 대립하였다. 기원전 3세기에 사모스의 아리스타르코스가 이미 태양중심설을 제기하였으며, 16세기에 니콜라우스 코페르니쿠스의 "천구의 회전에 관하여"를 통해 2세기 프톨레마이오스가 지구중심설을 설명한 것과 유사하게 태양중심설에 대한 논의가 시작되었다. 이 코페르니쿠스 혁명을 통해, 행성의 역행 운동 문제를 사실 착시에 의한 것뿐이라고 주장함으로서 해결하였다.

## 지구에서의 영향
지구의 자전축 기울기(황도면에 대한 경사각)가 있기 때문에, 지구 표면에서 본 태양의 궤적은 한 해에 걸쳐 달라진다. 북반구에 있는 관측자는 북극이 태양 쪽으로 기울어졌을 때 태양이 더 오래 뜨고 태양의 고도가 더 높아지는데, 이로 인해 태양의 복사 에너지 도달량이 많아져 평균 온도가 올라간다. 북극이 태양 반대편을 향하면 반대의 현상이 일어나 평균 온도가 낮아진다. 북극권 북쪽과 남극권 남쪽에서는 태양이 아에 뜨지 않는 시기나, 태양이 지지 않는 시기가 생겨 극한 기후가 발생한다. 이 현상을 극야와 백야로 부른다. 이러한 기후의 변화를 통틀어 보통 계절이라 칭한다.

## 궤도 상의 사건
천문학에서는 관행적으로 4계절을 지점(지구의 자전축이 태양에서 제일 가까이 또는 제일 멀리 떨어지는 위치)과 분점(지구의 자전축이 태양 방향과 완전히 수직이 되는 위치)으로 정의한다. 지점과 분점은 1년을 4등분한다. 북반구 기준 춘분은 3월 20일, 하지는 6월 21일, 추분은 9월 23일, 동지는 12월 21일 경 발생한다. 남반구에서는 자전축 기울기에 의한 영향이 반대이기 때문에, 분점과 지점의 효과가 반대가 된다.
현대에 지구의 근일점은 1월 3일 경, 원일점은 7월 4일 경 일어난다. 즉, 지구는 1월에 태양에 가장 가깝고, 7월에 태양에서 가장 멀다. 북반구 기준으로는 태양과 가장 가까울 때 겨울이 되므로 직관과 다르게 보이지만, 태양과 지구 사이의 거리로 인한 에너지 차이는 7% 정도밖에 되지 않는다. 남반구에서는 자전축이 기울어지는 시기와 지구와 태양이 가까워지는 시기가 일치하여, 북반구에 비해 에너지를 약간 더 받지만, 자전축 기울기 때문에 발생하는 에너지 불균형에 비해 이 에너지 불균형은 매우 적고, 남반구에는 물이 더 많기 때문에 초과로 받는 에너지는 물에 거의 전부 흡수된다.
지구의 힐 권(중력적 영향권)의 반지름은 약 1,500,000 km(0.01 AU)로, 지구와 달 사이의 거리의 약 4배이다. 힐 권은 지구의 중력 영향이 태양 등 다른 천체보다 더 강한 구역이다. 지구를 공전하는 물체는 힐 권 내에 있어야 하며, 이 밖으로 나갈 경우 태양의 중력적 섭동에 영향을 받는다.
| 역기점            | J2000.0                                           |
| 원일점            | 152.10×106 km (94.51×106 mi) 1.0167 AU            |
| 근일점            | 147.10×106 km (91.40×106 mi) 0.98329 AU           |
| 궤도 긴반지름     | 149.60×106 km (92.96×106 mi) 1.000001018 AU       |
| 궤도 이심률       | 0.0167086                                         |
| 궤도 경사         | 태양의 적도 기준 7.155° 불변면 기준 1.578690°     |
| 승교점 경도       | 174.9°                                            |
| 근일점 경도       | 102.9°                                            |
| 근점 편각         | 288.1°                                            |
| 공전 주기         | 365.256363004일                                   |
| 평균 공전 속도    | 29.78 km/s (18.50 mi/s) 107,208 km/h (66,616 mph) |
| 원일점에서의 속도 | 29.29 km/s (18.20 mi/s)                           |
| 근일점에서의 속도 | 30.29 km/s (18.82 mi/s)                           |

밑 도표에는 지점, 분점, 근일점 및 원일점까지 그린 선의 관계가 나타나 있다. 지구는 근일점(1월 2일~5일), 춘분점(3월 19일~21일), 하지점(6월 20일~22일), 원일점(7월 3일~5일), 추분점(9월 22일~24일), 동지점(12월 21일~23일) 순서로 진행한다. 밑 그림의 지구의 궤도는 타원이 강조되어 있으며, 실제 궤도는 원에 매우 가깝다.

## 미래
라플라스, 라그랑주, 가우스, 푸앵카레, 안드레이 콜모고로프, 블라디미르 아르놀트, 위르겐 모저 등 여러 천문학자와 수학자는 행성 운동의 안정성의 증거를 찾기 위해 노력했으며, 이 과정에서 여러 수학 이론이 개발되었고, 태양계의 안정성에 대한 여러 "증거"를 찾아냈다. 지구의 궤도는 오랜 시간 동안 안정적으로 유지될 것으로 예측하고 있다.
1989년 자크 라스카의 연구 결과에서는 지구의 궤도가 혼란스럽게 변할 수 있으며, 지구의 위치를 15미터만 다르게 입력해도 1억 년 후 지구의 궤도를 추정하는 것이 불가능해진다는 것이 밝혀졌다. 태양계 모형을 만드는 것은 다체 문제에 해당한다.

## 같이 보기
- 지구의 자전
- 지구 저궤도